# Carlo Gonzaga (militare 1523)
Carlo Gonzaga (26 dicembre 1523 – Gazzuolo, 13 giugno 1555) è stato un condottiero italiano.

## Biografia
Era figlio di Pirro e di Camilla Bentivoglio.

Rimase orfano del padre nel 1529 all'età di sei anni. Assieme al fratello Federico, godette della protezione del cugino Luigi Rodomonte che, nel 1529, restituì ai giovani orfani i feudi di Gazzuolo, San Martino dall'Argine, Dosolo e Commessaggio, territori a lui affidati da Carlo V e confiscati al loro padre, accusato di fellonia per essersi battuto contro l'Impero.
Alla morte di Rodomonte nel 1532 la tutela virtuale dei due fratelli passò a Federico II, duca di Mantova.
Nel 1544 affiancò il condottiero spagnolo Antonio de Leyva governatore del ducato di Milano per conto dell'imperatore Carlo V. Nell'aprile dello stesso anno partecipò, quale comandante della cavalleria, alla battaglia di Ceresole e fu fatto prigioniero dai francesi.

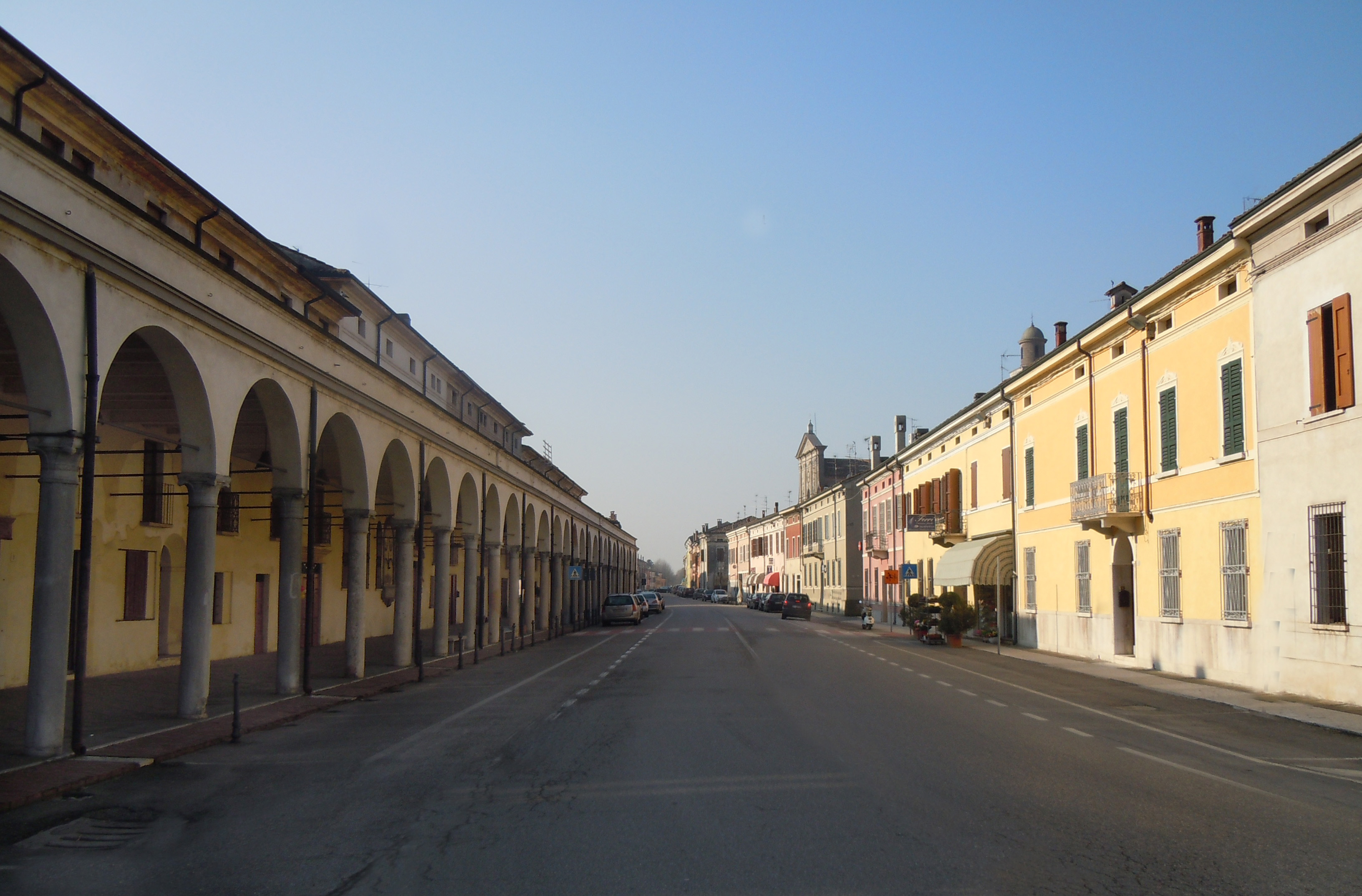
Gazzuolo con i portici gonzagheschi

Nel 1554 militò per i Medici di Firenze partecipando alla Guerra di Siena.
Morì a soli trentadue anni a Gazzuolo nel 1555.
Pochi anni dopo la morte di Carlo, nel 1558, i suoi possedimenti di Gazzuolo, Dosolo e Commessaggio vennero suddivisi tra il fratello Federico e Vespasiano Gonzaga e i sei giovani figli quelli di San Martino dall'Argine, Isola Dovarese e Pomponesco.

## Discendenza
Carlo sposò Emilia Cauzzi Gonzaga (1524-1573), figlia naturale di Federico Gonzaga e dell'amante Isabella Boschetti ed ebbero dieci figli:
- Pirro II (1540-1592), sposò Francesca Guerrieri, figlia del conte Tullio Guerrieri;
- Scipione, cardinale;
- Francesco (o Annibale), frate dei Minori Osservanti e vescovo;
- Alfonso, condottiero;
- Ferrante (1550-1605), sposò Isabella Gonzaga di Novellara (1576-1630);
- Giulio Cesare (1552-1609), sposò Flaminia Colonna (1570-1633);
- Polissena, sposò Ferrante Rossi, dei marchesi di San Secondo;
- Giulio Cesare, morì fanciullo;
- Camilla, sposò Sforza Appiano d'Aragona;
- Laura, monaca benedettina.

I figli maschi furono affidati dal padre morente alla tutela della madre Emilia, del cardinale Ercole Gonzaga e di Vespasiano, signore di Sabbioneta.

## Ascendenza
|                         |                         |                        | Genitori                       |  |  | Nonni |  |  | Bisnonni            |  |  | Trisnonni             |  |
|                         |                         |                        |                                |  |  |       |  |  | Ludovico II Gonzaga |  |  | Gianfrancesco Gonzaga |  |
|                         |                         |                        |                                |  |  |       |  |  | Ludovico II Gonzaga |  |  | Gianfrancesco Gonzaga |  |
|                         |                         | Paola Malatesta        |                                |  |  |       |  |  | Ludovico II Gonzaga |  |  |                       |  |
| Gianfrancesco Gonzaga   |                         |                        |                                |  |  |       |  |  | Ludovico II Gonzaga |  |  |                       |  |
|                         |                         | Barbara di Brandeburgo | Giovanni l'Alchimista          |  |  |       |  |  |                     |  |  |                       |  |
|                         |                         | Barbara di Brandeburgo | Giovanni l'Alchimista          |  |  |       |  |  |                     |  |  |                       |  |
|                         |                         | Barbara di Brandeburgo | Barbara di Sassonia-Wittenberg |  |  |       |  |  |                     |  |  |                       |  |
| Pirro Gonzaga           |                         | Barbara di Brandeburgo |                                |  |  |       |  |  |                     |  |  |                       |  |
|                         |                         | Pirro del Balzo        | Francesco II del Balzo         |  |  |       |  |  |                     |  |  |                       |  |
|                         |                         | Pirro del Balzo        | Francesco II del Balzo         |  |  |       |  |  |                     |  |  |                       |  |
|                         |                         | Pirro del Balzo        | Sancia di Chiaromonte          |  |  |       |  |  |                     |  |  |                       |  |
| Antonia del Balzo       |                         | Pirro del Balzo        |                                |  |  |       |  |  |                     |  |  |                       |  |
|                         |                         | Maria Donata Orsini    | Gabriele Orsini del Balzo      |  |  |       |  |  |                     |  |  |                       |  |
|                         |                         | Maria Donata Orsini    | Gabriele Orsini del Balzo      |  |  |       |  |  |                     |  |  |                       |  |
|                         |                         | Maria Donata Orsini    | Giovannetta Caracciolo         |  |  |       |  |  |                     |  |  |                       |  |
| Carlo Gonzaga           |                         | Maria Donata Orsini    |                                |  |  |       |  |  |                     |  |  |                       |  |
|                         | Giovanni II Bentivoglio | Annibale I Bentivoglio |                                |  |  |       |  |  |                     |  |  |                       |  |
|                         | Giovanni II Bentivoglio | Annibale I Bentivoglio |                                |  |  |       |  |  |                     |  |  |                       |  |
|                         | Giovanni II Bentivoglio | Donnina Visconti       |                                |  |  |       |  |  |                     |  |  |                       |  |
| Annibale II Bentivoglio | Giovanni II Bentivoglio |                        |                                |  |  |       |  |  |                     |  |  |                       |  |
|                         |                         | Ginevra Sforza         | Alessandro Sforza              |  |  |       |  |  |                     |  |  |                       |  |
|                         |                         | Ginevra Sforza         | Alessandro Sforza              |  |  |       |  |  |                     |  |  |                       |  |
|                         |                         | Ginevra Sforza         | ...                            |  |  |       |  |  |                     |  |  |                       |  |
| Camilla Bentivoglio     |                         | Ginevra Sforza         |                                |  |  |       |  |  |                     |  |  |                       |  |
|                         |                         | Ercole I d'Este        | Niccolò III d'Este             |  |  |       |  |  |                     |  |  |                       |  |
|                         |                         | Ercole I d'Este        | Niccolò III d'Este             |  |  |       |  |  |                     |  |  |                       |  |
|                         |                         | Ercole I d'Este        | Ricciarda di Saluzzo           |  |  |       |  |  |                     |  |  |                       |  |
| Lucrezia d'Este         |                         | Ercole I d'Este        |                                |  |  |       |  |  |                     |  |  |                       |  |
|                         |                         | Ludovica Condolmieri   | ...                            |  |  |       |  |  |                     |  |  |                       |  |
|                         |                         | Ludovica Condolmieri   | ...                            |  |  |       |  |  |                     |  |  |                       |  |
|                         |                         | Ludovica Condolmieri   | ...                            |  |  |       |  |  |                     |  |  |                       |  |
|                         |                         | Ludovica Condolmieri   |                                |  |  |       |  |  |                     |  |  |                       |  |